# Pozov
Pozov je malá vesnice, část obce Postupice v okrese Benešov. Nachází se asi 2,5 km na západ od Postupic. V roce 2009 zde bylo evidováno 28 adres. Pozov je také název katastrálního území o rozloze 6,23 km². V katastrálním území Pozov leží i Mokliny.

## Historie
První písemná zmínka o vesnici pochází z roku 1370.
V letech 1930–1950 k vesnici patřila Babčice.